# Wallid Ismail
Wallid Farid Ismail (Manaus, 22 de fevereiro de 1968) é um mestre de Jiu-Jitsu e ex-lutador de Jiu-jitsu e MMA.
Wallid começou sua carreira treinando Jiu-jitsu brasileiro sob Carlson Gracie, onde se tornou campeão de múltiplos torneios nacionais. Também lutou no MMA, começando com desafios de vale-tudo contra lutadores da Luta Livre, passando por organizações como o IVC, UFC e PRIDE. Fez uma breve passagem pela Luta Livre Profissional na NJPW.
Atualmente é o presidente do maior evento de MMA da América Latina, o Jungle Fight. E foi empresário de múltiplos lutadores brasileiros, incluindo Paulo Borrachinha e Deiveson Figueiredo.

## Vida pessoal
Wallid Ismail é descendente de libaneses. Além disso possui uma esposa chamada Daniele.

## Carreira[3]
Wallid Ismail foi oito vezes campeão brasileiro de Jiu-Jitsu e Campeão mundial de Vale-tudo pelo IVC. Em 1992 Wallid venceu Ralph Gracie e em 1993 Wallid venceu Renzo Gracie em luta de uma hora no ginásio do Clube de Regatas Flamengo.
No MMA, começou sua carreira no vale-tudo: Em 1991 ele causou um alvoroço após declarar em um jornal que a Luta livre era nada mais que uma "cópia barata" e inferior do jiu-jitsu. As suas provocações quase causaram uma guerra entre apoiadores das duas artes marciais, com lutadores da Luta Livre invadindo um torneio de jiu-jitsu procurando uma luta com Wallid. Até que o a controvérsia foi amenizada ao marcar o evento Desafio - Jiu Jitsu vs Luta Livre, evento de Vale-tudo entre as duas artes marciais. Wallid Isamil lutou no Desfaio onde derrotou Eugênio Tadeu da Luta Livre.
Após disso, lutou na Universal Vale Tudo Fighting em 1996. Na sua terceira luta derrotou o japonês Katsumi Usuta, e houve uma revanche entre os dois no evento U Japan. Após chamar atenção pelo seu jiu-jitsu e experiência no vale-tudo, Ismail foi convidado a participar do UFC no evento UFC 12 contra o veterano do Pancrase Kazuo Takashida. A luta foi considerada bizarra por ambos lutadores parecerem desconhecer as regras do evento, Takashida pensou que havia uma contagem de 10 após um nocaute e pediu um time-out como no Pancrase, não sabia o tempo de duração da luta e retirou o protetor genital de Wallid após saber que golpes da virilha eram permitidos, enquanto Wallid se segurava na grade e atingia os olhos de seu oponente. No Brasil participou do evento International Vale Tudo Championship com duas vitórias.
Em 1998 Wallid Ismail derrotou Royce Gracie em um evento de Jiu-Jitsu no Rio de Janeiro. Depois de tantas vitórias perante membros da Família Gracie, Wallid ganhou o apelido "Gracie Killer" (Matador de Gracies). Após a vitória, Wallid mudou-se para os Estados Unidos onde começou a ser representado por Antonio Inoki e foi lutar no Japão. Começou a lutar no PRIDE Fighting Championships onde teve três lutas mas duas derrotas, e finalizou a carreira com duas vitórias nos eventos organizados por Antonio Inoki, UFO - Lengend e Inoki Bom-Ba-Ye.
Com suas ligações com Antonio Inoki, Wallid Ismail fez brevemente parte da companhia de Luta Livre profissional New Japan Pro Wrestling, onde participou de alguns shows.
Após se aposentar, em 2003, Wallid criou o evento Jungle Fight Championship que foi considerado o maior evento de MMA da América Latina.
Polêmico, acumulou rixas com alguns nomes do Vale-tudo e da comunidade do Jiu-Jitsu, como o falecido Ryan Gracie e seu irmão Renzo Gracie.
Em 6 de janeiro de 2024, Wallid Ismail juntamente com Carlson Gracie Jr, receberam a faixa coral 7º grau de Jiu-Jitsu, 31 anos depois de ambos receberem no mesmo dia em 1993, a faixa preta concedida por Carlson Gracie.

## Cartel no MMA
| Cartel no MMA       |            |            |
| 12 lutas            | 9 vitórias | 3 derrotas |
| Por nocaute         | 2          | 1          |
| Por finalização     | 5          | 0          |
| Por decisão         | 2          | 2          |
| Por desqualificação | 0          | 0          |
| Empates             | 0          | 0          |
| No contest          | 0          | 0          |

| Res.    | Cartel | Oponente          | Método                                   | Evento                                 | Data                    | Round | Tempo | Local                           | Notas |
| ------- | ------ | ----------------- | ---------------------------------------- | -------------------------------------- | ----------------------- | ----- | ----- | ------------------------------- | ----- |
| Vitória | 9–3    | Yasuhito Namekawa | Decisão (unânime)                        | Inoki Bom-Ba-Ye 2002                   | 12 de dezembro de 2002  | 3     | 5:00  | Saitama, Japão                  |       |
| Vitória | 8–3    | Kazunari Murakami | TKO (Socos)                              | UFO - Legend                           | 8 de agosto de 2002     | 2     | 3:03  | Tokyo, Japão                    |       |
| Derrota | 7–3    | Alex Stiebling    | Decisão (unânime)                        | Pride 19                               | 24 de fevereiro de 2002 | 3     | 5:00  | Saitama, Japão                  |       |
| Vitória | 7–2    | Shungo Oyama      | Finalização Técnica (Triângulo de braço) | Pride 15                               | 29 de julho de 2001     | 2     | 2:30  | Saitama, Japão                  |       |
| Derrota | 6–2    | Akira Shoji       | TKO (Socos)                              | Pride 4                                | 11 de outubro de 1998   | 2     | 1:26  | Tokyo, Japão                    |       |
| Vitória | 6–1    | Gary Myers        | Decisão (unânime)                        | IVC 5 - The Warriors                   | 26 de abril de 1998     | 1     | 30:00 | Brasil                          |       |
| Vitória | 5–1    | Johil de Oliveira | Finalização (Socos)                      | IVC 3 - The War Continues              | 12 de outubro de 1997   | 1     | 9:48  | Brasil                          |       |
| Derrota | 4–1    | Kazuo Takahashi   | Decisão                                  | UFC 12: Judgement Day                  | 2 de fevereiro de 1997  | 1     | 15:00 | Dothan, Alabama, Estados Unidos |       |
| Vitória | 4–0    | Katsumi Usuta     | Finalização (Mata Leão)                  | U - Japan                              | 17 de novembro de 1996  | 1     | 3:10  | Japão                           |       |
| Vitória | 3–0    | Katsumi Usuta     | Finalização (Mata Leão)                  | UVF 2 - Universal Vale Tudo Fighting 2 | 6 de junho de 1996      | 1     | 3:59  | Brasil                          |       |
| Vitória | 2–0    | Dennis Kefalinos  | Finalização (Mata Leão)                  | UVF 1 - Universal Vale Tudo Fighting 1 | 4 de maio de 1996       | 1     | 2:10  | Japão                           |       |
| Vitória | 1–0    | Eugênio Tadeu     | TKO (lesão)                              | Desafio - Jiu Jitsu vs Luta Livre      | 26 de agosto de 1991    | 1     | 16:18 | Grajaú, Rio de Janeiro, Brasil  |       |